# Liste des arrêtés de protection de biotope du Calvados
La liste des arrêtés de protection de biotope du Calvados présente les arrêtés de protection de biotope du département du Calvados.

L’arrêté de protection de biotope est un outil réglementaire issue de la loi du 10 juillet 1976, relative à la protection de la nature. La création d'un arrêté de protection de biotope revient au préfet de département, généralement sur proposition d’association de protection de la nature.

## Liste
| Site                                             | commune | Date de création                          | Superficie(ha) | Motif de la protection                                        | Remarques                                                                   | Localisation | Illustration |
| ------------------------------------------------ | --- | ----------------------------------------- | -------------- | ------------------------------------------------------------- | --------------------------------------------------------------------------- | ------------ | ------------ |
| Basse vallée de la Seulles                       | Amblie, Banville, Colombiers-sur-Seulles, Courseulles-sur-Mer, Creully, Graye-sur-Mer, Reviers, Tierceville                                                       | Arrêté du 19 juillet 2001                 | 114,63         | Piscifaune : brochet                                          | Géré par le Conservatoire Fédératif des Espaces Naturels de Basse-Normandie |              |              |
| Carrières d'Orival                               | Amblie | Arrêté du 7 mars 1985                     | 23,87          | Flore : Alisier de Fontainebleau                              | Géré par le Conservatoire Fédératif des Espaces Naturels de Basse-Normandie |              |              |
| Fleuve Orne et ruisseau "La Fontaine aux Hérons" | Le Mesnil-Villement, Les Isles-Bardel | Arrêté du 06 et 16 juin 1994              | 44,62          | Piscifaune : Saumon atlantique, Truite de mer et Truite fario |                                                                             |              |              |
| La Baize et ses affluents                        | Cordey, Fourneaux-le-Val, Habloville, Le Détroit, Les Isles-Bardel, Les Loges-Saulces, Martigny-sur-l'Ante, Menil-Hermei, Rapilly, Saint-Martin-de-Mieux, Tréprel | Arrêté du 16 septembre et 16 octobre 1992 | 14,73          | Piscifaune : Saumon atlantique, Truite de mer et Truite fario | Géré par le Conservatoire Fédératif des Espaces Naturels de Basse-Normandie |              |              |
| Ruisseau du Vingt Bec                            | | Arrêté du 26 octobre 2011                 | 2121           |                                                               |                                                                             |              |              |
| Vallée de la Vire                                | Pont-Farcy | Arrêté du 25 juillet 1983                 | 8,59           | Piscifaune : Saumon atlantique, Truite de mer                 |                                                                             |              |              |